# Mamadeira de piroca
Mamadeira de piroca é uma notícia falsa (ou fraudulenta) que circulou durante o período precedente à eleição presidencial no Brasil em 2018. Ela alegava que o Partido dos Trabalhadores (PT) e seu candidato à presidência, Fernando Haddad, teriam promovido a distribuição de mamadeiras com bicos em formato de pênis nas creches do país, supostamente planejando adotar a medida em todo o país após sua eleição.

## Origens

Em 2018, a notícia falsa da mamadeira de piroca circulou em redes sociais; segundo a então deputada Joice Hasselmann, tratou-se de uma ação coordenada pelo Gabinete do Ódio, liderado pelos filhos de Bolsonaro. O item era um mero brinquedo erótico, disponível para venda em sex shops.

A notícia se originou em uma postagem no Facebook. Em um vídeo de menos de um minuto, datado do dia 25 de agosto de 2018, uma pessoa apresenta uma mamadeira com bico em formato de pênis humano e "denuncia" que ela havia sido distribuído pelo PT pelas creches do Brasil com o suposto objetivo de acabar com a homofobia. O vídeo teve quase 3 milhões de visualizações nas primeiras 48 horas. O site de campanha do candidato publicou, no dia 27 de setembro, nota em que nega qualquer distribuição do tipo.
Em 4 de outubro daquele ano, o Tribunal Superior Eleitoral determinou a remoção da postagem, determinando à plataforma que fornecesse informações sobre seu responsável em até 48 horas.
O factoide continuou circulando em outras montagens com diferentes fotos de mamadeiras semelhantes, distribuídas por WhatsApp em disparos em massa para números de telefone do país. A deputada Joice Hasselmann relatou, durante depoimento à CPMI das Fake News, que esses disparos foram coordenados pelo chamado "Gabinete do Ódio", grupo informal coordenado pelos filhos do então candidato Jair Bolsonaro que, segundo ela, seria responsável por contratar e gerenciar milhares de robôs e perfis falsos nas redes sociais.

## Repercussões
Embora não haja estudos que evidenciem de forma definitiva a influência de notícias falsas como esta nas eleições, episódios como este são frequentemente referenciados como tendo sido um dos responsáveis pela eleição de Jair Bolsonaro como presidente do Brasil em 2018. O ator Wagner Moura afirmou que "a mamadeira de piroca ganhou as eleições no Brasil". As mentiras que circularam por WhatsApp naquelas eleições foram, na época, descritas como responsáveis por "moldar as eleições".
O caso ganhou repercussão internacional, sendo referenciado por jornalistas de diversos países. Em Portugal, a crença neste tipo de notícia é associada a outras crenças como a da inconfiabilidade das urnas eletrônicas. Nos Estados Unidos, o episódio é referenciado em matéria que afirma que "notícias falsas assombram as eleições brasileiras há anos; neste ano [2018], foi pior". O jornal Le Monde, da França, publicou que aquelas eleições foram marcadas pela difusão de fake news, apontando, além das mamadeiras, que os mesmos difusores atribuíam ao candidato do PT proposta de que as crianças fossem entregues, aos 5 anos de idade, ao estado, que decidiria seu sexo.

## "Mamadeira de piroca" como pânico moral
Diante das fortes repercussões dessa notícia fraudulenta sobre a população brasileira, estudos têm sido desenvolvidos pela comunidade científica para compreender tais impactos sociais. O consenso que os pesquisadores, que vêm estudando o fenômeno, têm chegado é no sentido de concluir que a grande disseminação desse tipo de mensagem se deve ao fato de ela explorar um pânico moral.
Pânico moral é uma categoria sociológica utilizada para descrever o sentimento de medo, por vezes exagerado, espalhado em um grande número de pessoas de que algum mal ameaça o bem-estar da sociedade, como pode ser observado nos estudos do sociólogo escocês David Garland, sendo os exemplos mais antigos de exploração desse pânico os episódios de "caça às bruxas" que ocorriam na Europa Medieval e Moderna (e também nas Treze Colônias inglesas).

## CPMI dasFake News
A origem e o financiamento dos disparos foi objeto de investigação por parte da Comissão Parlamentar Mista de Inquérito das Fake News, instaurada em 2019 para investigar a distribuição de notícias falsas durante a campanha de 2018, sem que se tenha chegado a qualquer conclusão definitiva sobre a origem e o financiamento dos disparos.
O caso foi referenciado múltiplas vezes durante as audiências da CPMI, com afirmações de que o episódio havia ganhado notoriedade internacional: o Sr. Sérgio Lüdtke, responsável por um portal de checagem de informações, afirmou à comissão que em viagem à Espanha era frequentemente perguntado sobre o "biberón de pene".
A comissão teve seus trabalhos interrompidos no começo de 2020, em função da Pandemia de COVID-19, permanecendo em aberto.

## "Mamadeira de piroca" na cultura popular
A repercussão da notícia fraudulenta foi satirizada por diferentes artistas e humoristas, dentre os quais:
- A banda Detonautas Roque Clube lançou a música "Kit gay", em que referencia a mamadeira de piroca e outras fake news que circularam durante as campanhas de 2018.[26]
- Uma marchinha de carnaval intitulada "Marchinha do Paneleiro Arrependido", parodiando a marchinha "Oh Jardineiro por que estás tão triste" foi divulgada pelo Twitter, viralizando em seguida.[27]
- O grupo cômico Porta dos Fundos referenciou a Mamadeira em diversos vídeos: em "CLICKBAIT", o grupo brinca que a Mamadeira era estratégia para divulgar receita de bolo.[28]